# Крістіан Мачадо
Крістіан Мачадо (ісп. Cristhian Machado, нар. 20 червня 1990) — болівійський футболіст, півзахисник клубу «Хорхе Вільстерман».
Виступав, зокрема, за клуби «Хорхе Вільстерман» та «Спорт Бойз», а також національну збірну Болівії.

## Клубна кар'єра
У дорослому футболі дебютував 2012 року виступами за команду клубу «Хорхе Вільстерман», в якій провів два сезони, взявши участь у 48 матчах чемпіонату. Більшість часу, проведеного у складі «Хорхе Вільстермана», був основним гравцем команди.
Своєю грою за цю команду привернув увагу представників тренерського штабу клубу «Спорт Бойз», до складу якого приєднався 2014 року. Відіграв за команду з Варнеса наступний сезон своєї ігрової кар'єри.
До складу клубу «Хорхе Вільстерман» повернувся 2015 року. Відтоді встиг відіграти за команду з Кочабамби 21 матч в національному чемпіонаті.

## Виступи за збірну
2016 року дебютував в офіційних матчах у складі національної збірної Болівії. Наразі провів у формі головної команди країни 1 матч.
У складі збірної був учасником Кубка Америки 2016 року у США.

## Титули і досягнення

### Клубні
- Чемпіон Болівії (1):

«Хорхе Вільстерман»: Клаусура 2015.